# Ben 10 (televisieserie uit 2016)
Ben 10 is een Amerikaanse animatieserie die een reboot is van de gelijknamige Cartoon Network-serie uit 2005, gemaakt door Man of Action. De serie wordt gepresenteerd als een parallelle wereld, en in tegenstelling tot eerdere Ben 10-series speelt het zich af in een andere continuïteit. De serie ging in première in Australië, Nieuw-Zeeland en de regio Azië-Pacific op 1 oktober 2016, op 8 oktober 2016 in het Verenigd Koninkrijk en in de Verenigde Staten op 10 april 2017, voordat de serie op 11 april 2021 werd afgerond, na vier seizoenen, een film en drie specials, waarvan de laatste een cross-over bevatte met Generator Rex en de eerdere continuïteit van de Ben 10-televisieserie, via het concept van het multiversum.

## Verhaallijn
Voortbouwend op de zeer succesvolle franchise over de kinderheld Ben Tennyson, introduceert Ben 10 een opnieuw bedachte Ben, zijn nichtje Gwen en opa Max, terwijl ze tijdens de zomervakantie door het land reizen. Wanneer Ben de Omnitrix vindt, een mysterieus horloge dat hem in 10 verschillende aliens verandert, opent zich een wereld van buitenaardse superkrachten voor hem. De serie wordt geproduceerd door Cartoon Network Studios en gemaakt en geproduceerd door Man of Action Entertainment (Big Hero 6, Generator Rex en de originele vier Ben 10-shows in hun gedeelde continuïteit), met John Fang (Mixels, Generator Rex) aan boord als superviserend producent.

### Stelling
De tienjarige Ben Tennyson heeft zijn zomervakantie doorgebracht met reizen door het land met zijn nichtje Gwen en opa Max in een camper met de bijnaam Rustbucket. Maar nadat hij een vreemd hightechhorloge tegenkomt, de Omnitrix, waarmee hij kan transformeren in 10 buitenaardse helden, bevindt hij zich in de positie van een superheld. Bij elke stop die zijn familie maakt, gaat Ben van het zoeken naar een bron van vermaak naar het bestrijden van superschurken zoals de gekke wetenschapper Dr. Animo, de duistere tovenaar Hex, de psychotische clown Zombozo, de technologie-hatende Steam Smythe, de emotieloze Weatherheads en andere grote en kleine bedreigingen. Hoewel hij nog veel moet leren, scherpt hij zijn heldenvaardigheden aan met de hulp van Gwen en Max.

## Personages

### Voornaamste
- Ben Tennyson (ingesproken door Tara Strong) – De tienjarige neef van Gwen en kleinzoon van Max Tennyson. Hij gebruikt de Omnitrix, een horloge-achtig apparaat waarmee hij in verschillende buitenaardse wezens kan veranderen. Strong herneemt haar rol uit de originele serie.
- Gwen Tennyson (ingesproken door Montserrat Hernandez) – Bens nichtje, die haar vindingrijkheid, scherpe intellect en sluwheid gebruikt om schurken te stoppen. Ze moet haar sterke aangeboren magische/mystieke vermogens nog ontwikkelen en benutten.
- Max Tennyson (ingesproken door David Kaye) – De grootvader van Ben en Gwen.
- Kevin Levin (ingesproken door Greg Cipes)

## Nederlandse versie
Studio: Wim Pel Productions

Stemregisseur: Ewout Eggink

Vertaling: Frans van Deursen

Mixage: Paul Nieuwenhuijsen

Techniek: Tijn van de Wetering

Geluidstechniek: Eddy Worsteling

### Nederlandse stemmen
- Ben Tennyson – Dorian Bindels
- Gwen Tennyson – Hildegard van Nijlen
- Max Tennyson – Finn Poncin
- Kevin Levin – Trevor Reekers
- Heatblast, Diamondhead, Fourarms, Exo-Skull – Florus van Rooijen
- Vilgax – Daan van Rijssel
- Ryan Sez – Stephan Holwerda
- Vin Ethanol – Simon Zwiers
- Glitch – Yvon Jane van Leeuwen
- Phil Billings, Grand Magistrate, Melvin – Rutger Le Poole
- Scottie Fang – Jimmy Lange
- Maxine Sez – Joanne Telesford
- Todd, Prospector Pete, Esther – Tony Neef
- Mary Jo Fourfeathers – Priscilla Knetemann
- Overige stemmen – Edward Reekers, Hein van Beem, Jan Nonhof, Laura Vlasblom, Marcel Jonker, Niki Romijn, Randy Fokke, Timo Bakker
- Muziek Openingslied – Marlies Somers en Priscilla Knetemann